# زلمان شنی‌اور
زلمان شنی اور (فرزند زلکیند شنی اور، ۱۸۸۷–۲۰ فوریه ۱۹۵۹) شاعر و نویسنده ییدیش و عبری بود. او نامزد جایزه نوبل ادبیات بود.
Shneur در Shklov (Škłoŭ) در بلاروس (سپس بخشی از امپراتوری روسیه) در سال ۱۸۸۷ به دنیا آمد. پدر و مادر او اسحاق زلکیند و فیای سوسمن بودند. او در ۱۳ سالگی به اودسا، مرکز ادبیات و صهیونیسم رفت. شنی اور در سال ۱۹۰۲ به ورشو نقل مکان کرد و در یک انتشارات مشغول به کار شد. وی سپس در سال ۱۹۰۴ به ویلنیوس رفت و در آنجا اولین کتاب و مجموعه ای از داستان‌هایش را منتشر کرد. این اشعار موفقیت زیادی پیدا کرده و فروش زیادی داشتند. در سال ۱۹۰۷، شنی اور برای مطالعه علوم طبیعی، فلسفه و ادبیات به شهر سوربن درپاریس نقل مکان کرد. او در سراسر اروپا از سال ۱۹۰۸ تا ۱۹۱۳ سفر کرد و حتی از شمال آفریقا هم دیدن کرد. در آغاز جنگ جهانی اول، زلمان شنی اور در برلین حضور داشت. در طول جنگ، در یک بیمارستان مشغول به کار بود و در دانشگاه برلین تحصیل می‌کرد. شنی اور در سال ۱۹۲۳ به پاریس بازگشت. او تا سال ۱۹۴۰ تا زمانی که نیروهای هیتلر به فرانسه حمله کردند آنجا بود. پس از آن به اسپانیا فرار کرد و در سال ۱۹۴۱ از آنجا به نیویورک رفت. وی در سال ۱۹۵۹ در نیویورک کشته شد.
شنی اور دو فرزند داشت: الی الکسیس نورو فیزیست و بیو فیزیست آمریکایی و رنه ربکا، که به رقصنده اسپانیا لورا تولدو تبدیل شد.

## جوایز
- در سال ۱۹۵۱، شنی اور جایزه Bialik برای ادبیات را دریافت کرد.[۳]
- در سال ۱۹۵۵، جایزه اسراییل برای ادبیات به او اهدا شد.[۴]